# Stazione di Fantino
Stazione di Fantino 1961-ben bezárt vasútállomás Olaszországban, Marradi településen.

## Vasútvonalak
Az állomást az alábbi vasútvonalak érintették:
- Firenze–Faenza-vasútvonal

## Kapcsolódó állomások
A vasútállomáshoz az alábbi állomások vannak a legközelebb:
- Stazione di Biforco
- Stazione di Crespino del Lamone